# Мейтус Юлій Сергійович
Юлій Сергійович Мейтус (28 січня 1903, Єлисаветград — 2 квітня 1997, Київ) — український композитор єврейського походження. Керівник одного з перших джаз-бендів України (1924). Автор музики популярного естрадного ревю «Алло на хвилі 477». Народний артист УРСР (1973). Лавреат Шевченківської премії (1996).

## Життєпис
Народився в Єлисаветграді (нині — Кропивницький) в єврейській родині. Юлій був не єдиний в сім’ї, в нього була менша сестра. Так склалося, що діти увібрали всю батьківську любов до музики, вони змалку стали на музичнім терену, Юлій ходив до музичної школи і навчався грі на фортепіано, а його сестра — на скрипці. В 1919 році закінчив музичну школу по класу фортепіано в Генріха Нейгауза. Під час громадянської війни Юлій пристав до частин Першої кінної армії Будьонного — був піаністом при політвідділі, організовував концерти для червоноармійців. 
1924 року Юлій Мейтус створив один із перших в СРСР джаз-бендів.
Закінчив Харківський музично-драматичний інститут по класу композиції С. С. Богатирьова в 1931 року.
З 1926 року він співпрацював зі славетним театром «Березіль» Леся Курбаса, для якого створив музику до 13-ти вистав, зокрема, «Диктатури» й «Прологу». За спогадами композитора, партитура «Диктатури» налічувала понад 400 сторінок. Часом Курбас сам награвав композиторові речитативні мелодії, які зберігали вільний ритм розмовної мови, а Мейтус записував і обробляв музичні ескізи. Розгром театру «Березіль» та розстріл Леся Курбаса за наказом радянської влади, загрожувало репресіями і молодому композиторові. Йому довелося, як приспускають дослідники, під тиском та погрозами, засудити діяльність славетного українського режисера у низці статей для журналу «Радянська музика». Після такого «відступництва», оминувши радянські репресії та погодившись співпрацювати із владою, композитор повсякчас мусить створювати «ідеологічно правильні» твори поруч із неповторними авторськими композиціями, для яких характерні тонке розкриття психологічної драми, колористичність й пошук нових нюансів виразності.

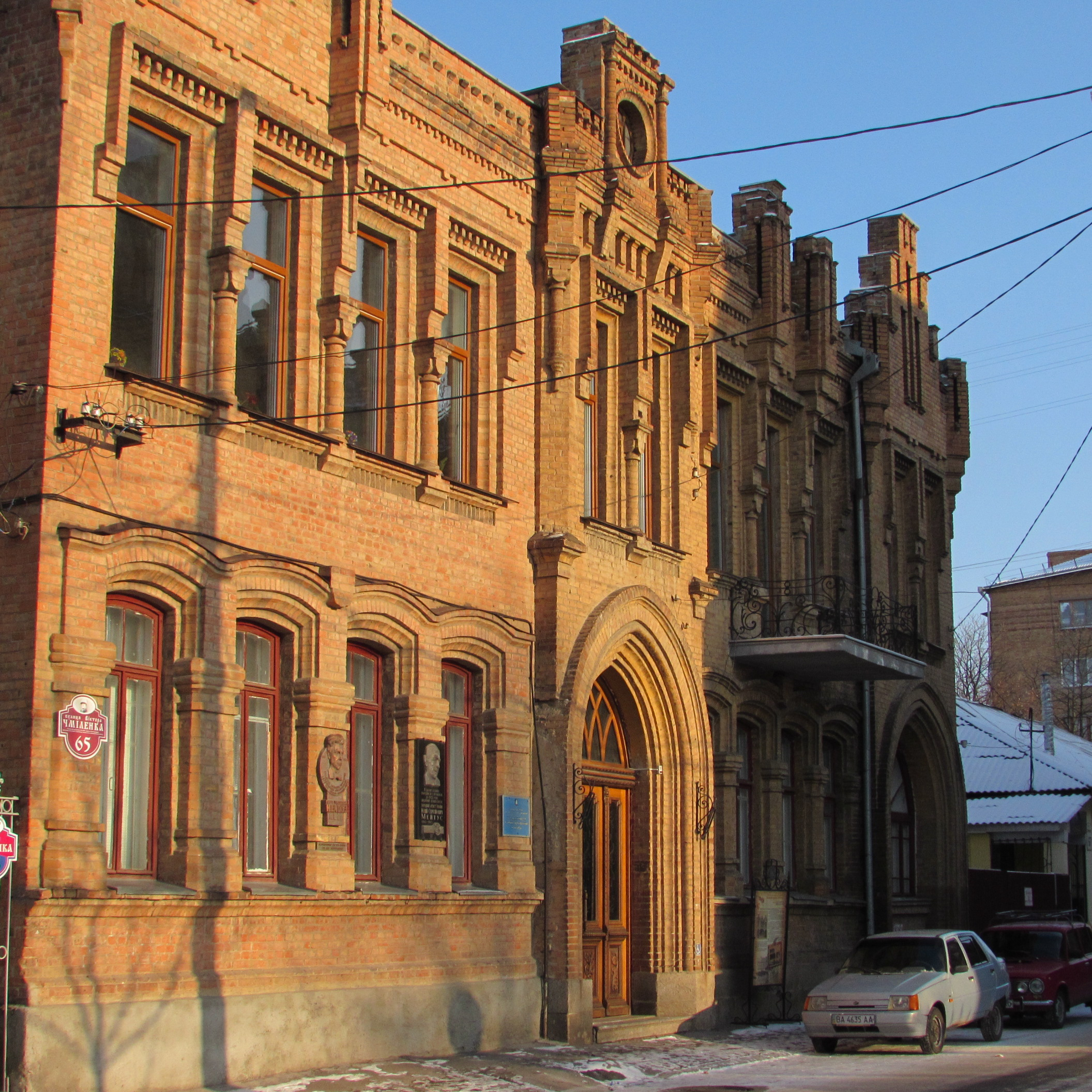
Будинок, у якому народився Юлій Мейтус

У роки війни Мейтус перебував у Ашгабаді та Іркутську — допомагав створювати туркменську національну оперу («Абадан», «Лейлі і Меджнун», «Махтумкулі»), за що удостоївся звання заслуженого діяча мистецтв Туркменської РСР. У Іркутську з киянами поставив власну оперу «Гайдамаки». У 1944 році приїхав до столиці України. Тут став народним артистом УРСР, лавреатом Державної премії СРСР (за оперу «Молода гвардія», 1951).
У 1984 році на базі Кіровоградської дитячої музичної школи №2  відкрито Народний меморіальний музей Ю. С. Мейтуса. У музеї розміщено афіші авторських концертів композитора, фото із заходів та конкурсів, присвячених Ю. Мейтуса, а також його особисті речі - копії листів, авторських збірок поетів і композиторів. Окрему цінність представляє робочий куточок композитора :  письмовий стіл, стільці, настінна лампа, телефон, якими він користувався протягом останніх сорока років життя. Ці експонати у 2005 році в музей передала родина Ю. С. Мейтуса.
У 1999 році на честь композитора названа одна з вулиць Києва. У 2003 році в приміщенні музичної школи №1 ім. Г. Г. Нейгауза міста Кропивницького відкрито пам’ятну кімнату Юлія Мейтуса, а на фасаді розміщено меморіальну дошку.
Помер 2 квітня 1997 року у віці 94 років у Києві. Похований на Байковому кладовищі (ділянка № 49а).

## Творчість
Юлій Мейтус вважається фундатором модерної української опери, він є автором 17 різноманітних за жанрами опер (з них 4 у співавторстві): побутові («Украдене щастя»), історико-епічні («Ярослав Мудрий»), романтично-казкові («Донька вітру», «Лейлі і Меджнун»), героїчні («Молода гвардія», «Абакан»). Значне місце в його творчості займає вокальна музика — він є автором близько 300 романсів на слова Лесі Українки, І. Франка, Т. Шевченка, В. Сосюри, А. Малишка, П. Тичини, Д. Павличка, О. Пушкіна, та інших. Багато інструментальних та хорових творів написано для дітей.
Через час та обставини, у які жив і творив митець, його творчість нерівноцінна: поруч з художньо вартісними творами є чимало створених під впливом політично-ідеологічних обмежень радянської доби.

### Статуси
- Заслужений діяч мистецтв Туркменської РСР (1944) та Української РСР (1948)
- Народний артист УРСР (1973)
- лауреат Шевченківської премії (1996)

### Список творів
Опери

Меморіальна дошка на будинку, у якому жив Юлій Мейтус у Києві (скульптор Є. О. Карпов, архітектор О. К. Стукалов)

Могила Мейтуса Ю. С. на Байковому цвинтарі

1. «Перекоп» (у співававторстві з В.Рибальченком і М.Тіцем, 1937-38),
2. «Гайдамаки» (за поемою Т.Шевченка. 1940-41)
3. «Абадан» (співавтор А.Кулієв, 1942-43, 2-а ред. 1950),
4. «Лейла і Меджнун» (співавтор Д.Овезов, 1945-46),
5. «Молода гвардія» (лібр. А. Малишка за романом О. Фадєєва, 1947, 2-а ред. 1950),
6. «Зоря над Двіною» (за романом М.Нікітіна, пер. М. Рильського, 1951-55; 2-а ред. — «Північні зорі», 1957);
7. «Украдене щастя» (лібр. М. Рильського за драмою І. Франка, 1958-59),
8. «Махтумкулі» (лібр. А. Карлієва і Б. Кербабаєва, 1962),
9. «Вітрова донька» (за п'єсою В. Зубаря, 1965),
10. «Брати Ульянови» (1966),
11. «Анна Кареніна» (за романом Л. Толстого, 1970),
12. «Ярослав Мудрий» (за поемою І. Кочерги, 1972),
13. «Ріхард Зорге» (1975),
14. «Мар'яна Пінеда» (за п'єсою Ф. Г. Лорки, 1978),
15. «Марія Волконська» (1988),
16. «Іван Грозний» (за повістю О. Толстого, 1980-83),
17. «Антоній і Клеопатра» (лібр. О. Васильєвої, 1993);

вокально-симфонічні твори
- 5 українських народних пісень у вільній обробці для низького голосу з орк. (1934), версії для високого голосу з оркестром (1937) і для хору з орк. (1939),
- Поема «Дорош Молибога» (сл. Дм. Кедріна, 1967-68) для баритона, хору та орк.,
- Кантата «Клятва» (сл. М. Бажана, 1941);

для симфонічного оркестру
- 5 сюїт (1927, 1929, 1939, 1942, 1944),
- Поема «Шляхами слави» (1945),
- «Туркменська симфонія» (1946),
- Увертюра (1954);

камерно-інструментальні твори
- Варіації на українську тему для скрипки і фп. (1930),
- Поема, Ноктюрн, Алегро для скрипки і фп. (1965),
- «В Карпатах» для фп. (1973),
- 12 дитячих п'єс (1979);

хорові твори
- «Партизанська сюїта» (з фортепіано, 1942),
- Хори без супроводу на сл. Т. Шевченка, О. Пушкіна, П. Воронька,
- 5 хорів на сл. О. Твардовського;

вокальні твори
- Цикли на сл. М.Джаліля («Із Моабітських зошитів» — 1956, 1973, 1979), А.Малишка (1962), Л.Вишеславського (1963), Е.Межелайтіса (1964), Дм. Кедріна (1967), Є.Винокурова (1969), Лесі Українки (1971), М.Каріма (1973), К.Кулієва (1976), болгарських поетів,
- Романси і балади (24) на слова сучасних поетів (1983—1984), на слова П.Бровки, Л.Мартинова (1985), Р.Гамзатова (1987), Д.Кугультінова, А.Ахматової,
- Романси на слова Т.Шевченка, І.Франка, П.Тичини, М.Рильського, В.Сосюри, Л.Первомайського, А.Малишка, М.Цветаєвої, М.Гумільова та ін.;

інше
- Музика до театральних вистав (зокрема, співпрацював з театром «Березіль» Леся Курбаса)
- Музика до кінофільмів: «Нічний візник» (1930), «Іван» (1932, у співавт.) «Страта» (1935), «Застава коло Чортового броду», «Кондуїт» (1936), «Стара фортеця» (1937), «Сімнадцятилітні» (1939), «Макар Нечай» (1940), «У мирні дні» (1950), «В степах України» (1952), «„Богатир“ йде в Марто» (1954), «Два Федори», «Кінець Чирви-Козиря» (1958), «Небо кличе» (1959).